# رغد سلامة
رغد سلامة، ممثلة لبنانية تعيش في مصر. بدأت مشوارها الفني سنة 2014، وأشتهرت بتمثيلها العديد من المسلسلات أهمها السيدة الأولى، الكبير أوي 4 ، الداعية، كما شاركت في كليب «ليه جت عليا» مع المطرب أحمد سعد في العام 2014. 

## عن حياتها
ولدت في الكويت بسبب ظروف عمل والدها، وتعود أصولها إلى النبطية في جنوب لبنان. وبعدها انتقلت مع عائلتها إلى الكويت. ثم انتقلت إلى مصر للدراسة عام 2010 وتزوجت أحد رجال الأعمال المصريين قبل أن تنفصل عنه بعد فترة، لتتجه إلى المجال الفني حيث شاركت بمسلسل (من كل قلبي) عام 2012، لتتوالى أعمالها بعد ذلك والتي من أبرزها: السيدة الأولى، الكبير أوي، الداعية.

## قضية إتهامها بالتحول الجنسي
في عام 2015 أقام محامٍ مصري دعوى أمام مجلس الدولة ضد وزير الداخلية ورئيس الحكومة في بلاده، «بصفتيهما»، مطالبا بطردها من مصر، بعد تحوّلها جنسيّا من رجل إلى امرأة بحسب ادعائه، الأمر الذي دفعها إلى الرد بقولها:«كيف أكون متحولة جنسيا وقد تزوجت ثلاث مرات»، المحكمة بدورها رفضت الدعوى من دون توقيع الكشف الطبي على الفنانة، بعدما تبيّن من أوراقها الثبوتية أنها مقيّدة أنثى منذ ولادتها، ولم يتقدّم المحامي بأوراق تفيد أنها ولدت مزدوجة النوع أو تقارير طبية موثقة تؤكد أنها خضعت لجراحة التحويل الجنسي.

## أعمالها
- «نصباية» (جاري إنتاجه)
- «فيس بوك» [4]
- السيدة الأولى
- الكبير أوي 4
- الداعية
- «من كل قلبي»